# Luna E–1–2
A Luna E–1–2, vagy Luna–1B szovjet Luna E–1 típusú űrszonda, a Luna-program, a Hold-program részeként készült.

## Küldetés
Az 1955-ös kutatási program részeként Szergej Pavlovics Koroljov irányításával 1958-ban elkészültek az első űrszondák, illetve a hordozórakéta kifejlesztett típusa. Építette és üzemeltette az OKB–1 (oroszul: Особое конструкторское бюро №1, ОКБ-1).
Tervezett feladata a Hold megközelítése, a kozmikus sugárzás, a napszél, a mikrometeoritok, az interplanetáris anyag és a Hold mágneses terének vizsgálata. Nátriumfelhő kibocsátása a vizuális megfigyelés elősegítésére. Az elkészült felvételeket, mérési adatokat elektronikus úton továbbítani az irányító központba.
Az indítóállványt elhagyva, 104 másodperc után a hordozóeszköz felrobbant.

## Jellemzői
1958. október 11-én a Bajkonuri űrrepülőtér indítóállomásról egy háromlépcsős R–7 Szemjorka típusú interkontinentális rakétából továbbfejlesztett, Vosztok–2 (8K72) típusú hordozórakétával indították pályára. Cél volt közvetlen felemelkedéssel elérni a szökési sebességet, a Hold mellett elrepülve, a Hold felszínéről közeli fényképfelvételeket készíteni. Hasznos tömege 362 kilogramm volt. 

## Külső hivatkozások
- Luna E-1-2. zarya.info. [2022. július 1-i dátummal az eredetiből archiválva]. (Hozzáférés: 2012. november 18.)
- Luna-1A. webcitation.org. [2012. január 14-i dátummal az eredetiből archiválva]. (Hozzáférés: 2013. január 12.)

| Elődje: Luna E–1–1 | Luna-program 1958–1960 | Utódja: Luna E–1–3 |